# Kaarlo Kurko
Kaarlo Kurko (ur. 10 października 1899 w Pieksämäki, zm. 20 czerwca 1989 w Helsinkach) – fiński żołnierz i pisarz, uczestnik fińskiej wojny domowej, a następnie walk z bolszewikami na obszarze Estonii i Łotwy i uczestnik wojny polsko-bolszewickiej.

## Życiorys
Urodził się 10 października 1899 r. jako syn nauczycieli ze szkoły w Pieksämäki. Już w dzieciństwie ujawnił się jego talent pisarski, a w wieku 12 lat w rok napisał swoją pierwszą, trzystustronicową powieść przygodową Tajemnice Alhambry i przesłał ją wydawnictwu Karisto, które chciało ją wydać, ale nie zgodzili się na to jego rodzice. W czasie I wojny światowej próbował uciec z domu i zaciągnąć się do armii niemieckiej, ale został ujęty przez żandarmerię i odesłany do domu.
Krótko po wybuchu fińskiej wojny domowej Kurko porzucił edukację i zaciągnął się do wojsk Białych i walczył m.in. w Vilppula, a następnie w okolicach Tampere. Z powodu braków kadrowych po zakończeniu walk o Tampere awansował na feldfebla i przeszedł do służby w obozach jenieckich dla Czerwonych jako zastępca dowódcy oddziałów porządkowych w Tampere, a potem jako ich dowódca w Kruunupyy.
Po zakończeniu wojny zaciągnął się na początku 1919 r. do ochotniczej jednostki Synowie Północy pod dowództwem Hansa Kalma, która walczyła w estońskiej wojnie o niepodległość, m.in. w wyzwoleniu Tartu i odbiciu łotewskiego Alūksne. Po rozwiązaniu jednostki wraz z częścią towarzyszy broni wstąpił do estońskiego wojska i w stopniu podporucznika służył do zawieszenia broni ze stycznia 1920 r.
Następnie zdecydował się włączyć w walki polsko-bolszewickie, wyruszył pieszo do Polski przez zielone granice i wiosną wstąpił do rosyjskiej Ochotniczej Sprzymierzonej Armii Józefa i Stanisława Bałachowiczów. Walki rozpoczął w czasie odwrotu po operacji kijowskiej, gdy służył w oddziałach zwiadowczo-dywersyjnych, a w czasie operacji warszawskiej walczył w okolicach Lublina.
Prawdopodobnie wziął udział w zajściach antyżydowskich w synagodze w Łunińcu i by uniknąć odpowiedzialności, zaczął posługiwać się nazwiskiem Villjio Rikkonen. Po podpisaniu polsko-bolszewickiego zawieszenia broni uczestniczył w ostatnich walkach na ziemiach białoruskich i ukraińskich, m.in. opisał swój udział w powstaniu słuckim i walkach pod Mozyrzem na Białorusi, ale także w rajdzie gen. Borysa Piermikina na południową Ukrainę. Obie te operacje odbywały się jednak w tym samym czasie i udział w ich obu był jednak fizycznie niemożliwy. W grudniu 1920 r. udał się pieszo na Łotwę, skąd statkiem popłynął do Finlandii.
Ze względu na proniemieckie sympatie fińskiej kadry oficerskiej jego awanse uzyskane w krajach bałtyckich i Polsce nie zostały zatwierdzone. Po krótkim pobycie w kraju Kurko wstąpił do Legii Cudzoziemskiej i w latach 1921–1926 brał udział w ofensywie przeciwko Republice Rif, a potem jeszcze dwa lata służył w Afryce Północnej i trafił na krótko do francuskich Indochin.
Do Finlandii wrócił w 1931 r. i zajął się działalnością publicystyczną w prasie konserwatywnej i działalnością społeczną. Angażował się również w działalność społeczną na rzecz ludności ugrofińskiej w ZSRR i pisał analizy sytuacji wojskowo-politycznej w ZSRR. Po powrocie do kraju również spisał i wydał swoje wspomnienia. W trakcie wojen fińsko-radzieckich (tzw. zimowej i kontynuacyjnej) z lat 1940. nie uczestniczył w walkach, ale czynnie działał w obronie cywilnej. Po 1945 r. część jego publikacji podlegała częściowej cenzurze ze względu na jego radykalnie prawicowe i antyradzieckie poglądy.
Zmarł 20 czerwca 1989 r.
W 1933 roku wydano jego wspomnienia z wojny polsko-bolszewickiej Puolalaisten mukana bolsheviikkejä vastaan: suomalaisen muistelmia Puolan-Venäjän sodasta v. 1920. W 2010 r. ukazało się polskie tłumaczenie Cud nad Wisłą. Wspomnienia fińskiego uczestnika wojny polsko-rosyjskiej w roku 1920.